# Eurorregión de los Cárpatos

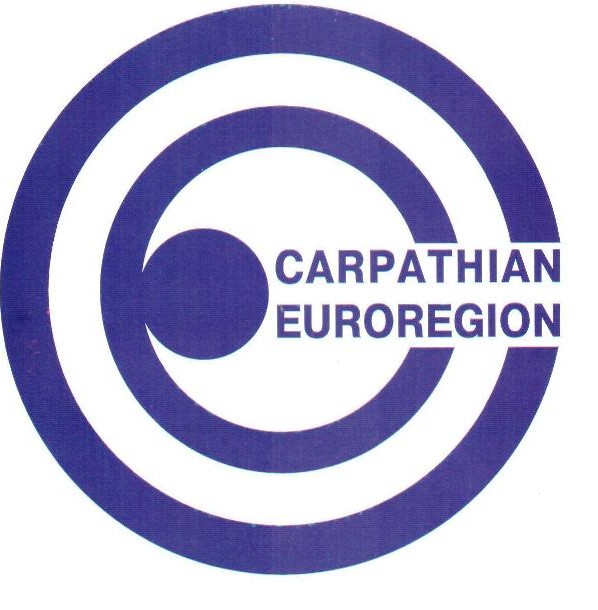
Logotipo internacional de la Eurorregión de los Cárpatos

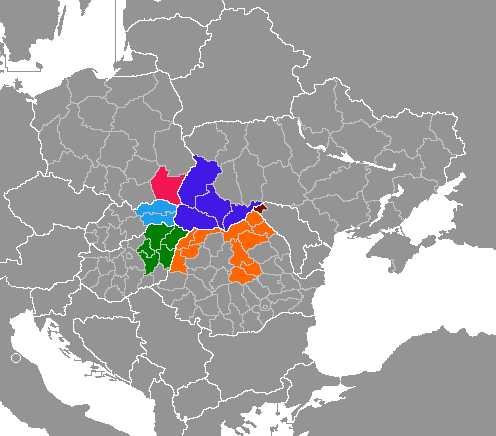
Ubicación de la Eurorregión de los Cárpatos en el mapa de Europa

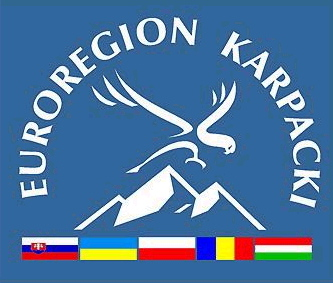
Logotipo (texto en polaco)

La Eurorregión de los Cárpatos es una asociación internacional formada el 14 de febrero de 1993 por los representantes de las administraciones regionales de Polonia, Ucrania, Eslovaquia y Hungría en la ciudad de Debrecen. En 2000, se aceptó la solicitud de varias administraciones regionales de Rumanía para unirse a la Eurorregión.

## La región
La Eurorregión de los Cárpatos comprende 19 unidades administrativas de cinco países de Europa Central y Oriental: Polonia, Eslovaquia, Hungría, Ucrania y Rumanía. Su superficie total es de unos 160 000 km², y está habitada por más de 15 millones de personas.
La Eurorregión de los Cárpatos tiene por objeto reunir a los pueblos que habitan la región de los Cárpatos y facilitar su cooperación en los ámbitos de la ciencia, la cultura, la educación, el comercio, el turismo y la economía.
Debido a su tamaño, se creó otra Eurorregión en su interior: la Eurorregión de Biharia, con centro en Oradea . Cubre dos condados vecinos de Bihor en Rumania y Hajdu-Bihar en Hungría.

### Regiones constituyentes
- (7): distrito de Bihor, distrito de Botoșani, distrito Harghita, distrito de Maramureș, distrito de Sălaj, distrito de Satu Mare, distrito de Suceava
- (5): condado de Borsod-Abaú j-Zemplén, condado de Hajdú-Bihar, condado de Heves, condado de Nagykun-Szolnok, condado de Szabolcs-Szatmár-Bereg
- (4): óblast de Chernivtsi,  óblast de Ivano-Frankivsk,  óblast de Lviv,  óblast de Zakarpattya
- (2): region de Košice , región de Prešov
- (1): voivodato de Subcarpacia

### Las ciudades más grandes
1. Lviv  - 729.000
2. Chernivtsi  - 259.000
3. Košice  - 235.000
4. Ivano-Frankivsk  - 225.500
5. Oradea  - 206.600
6. Debrecen  - 206.200
7. Rzeszów  - 179,500
8. Miskolc  - 169.200

## Galería

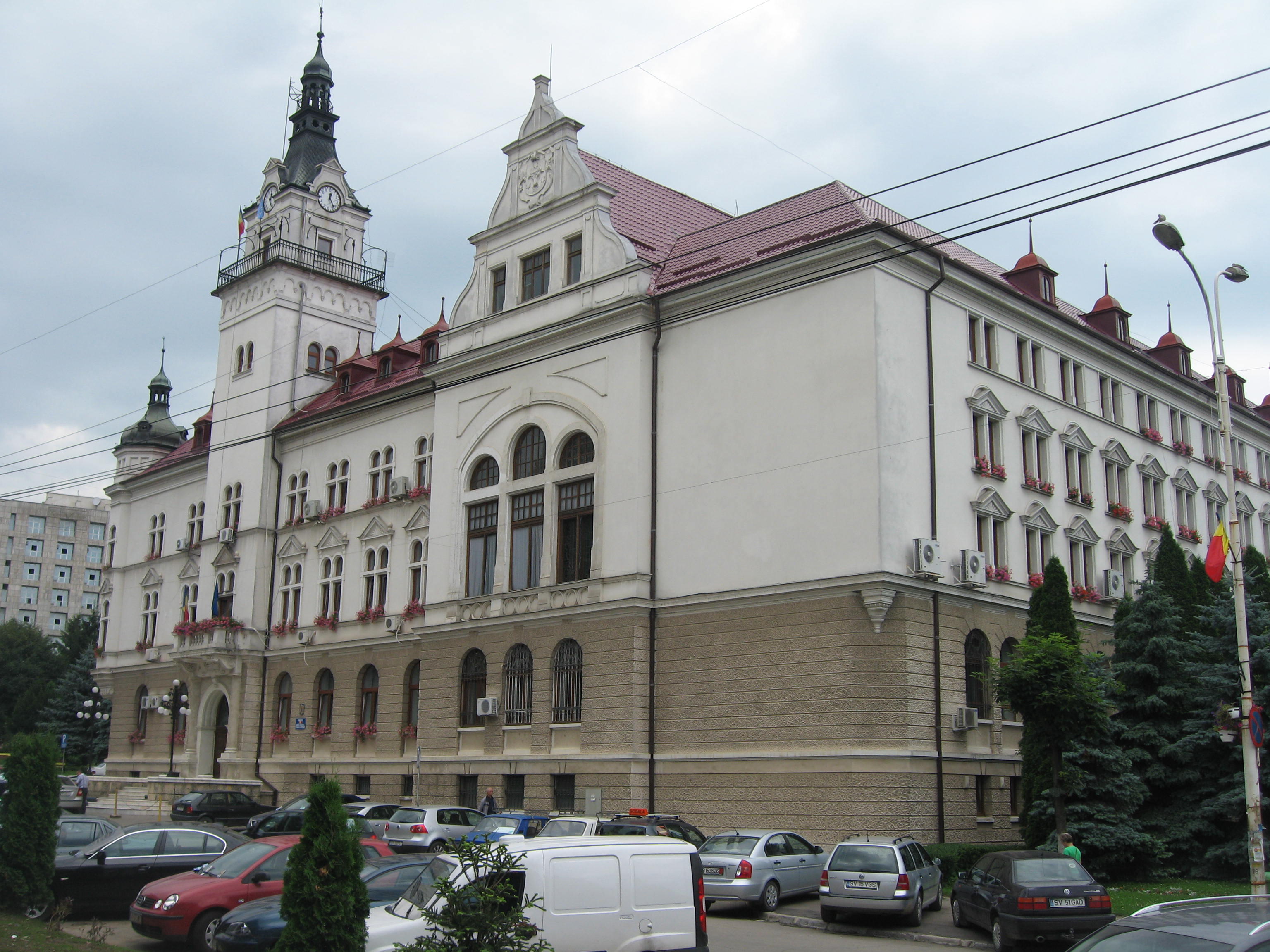
Suceava
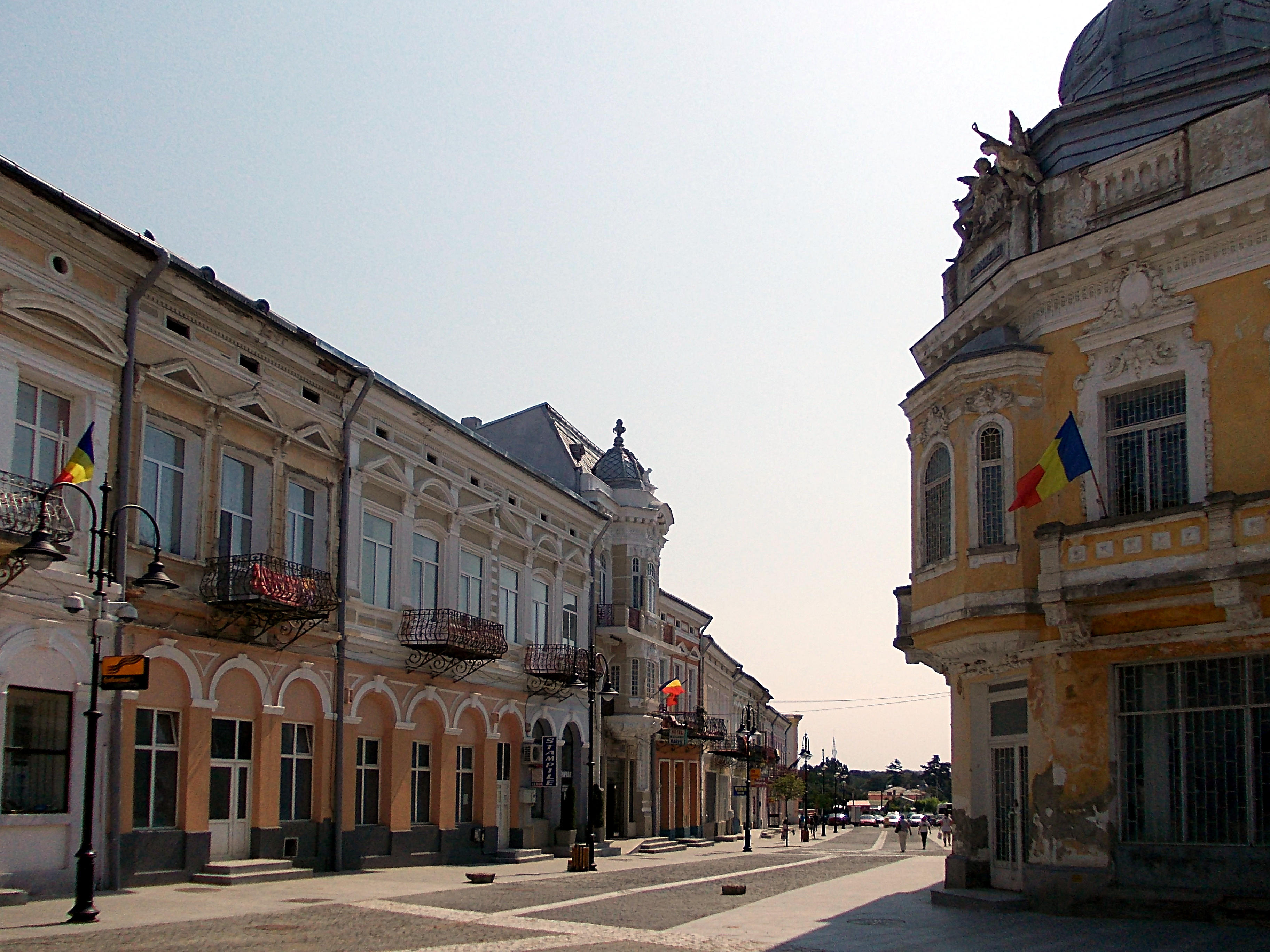
Botoşani
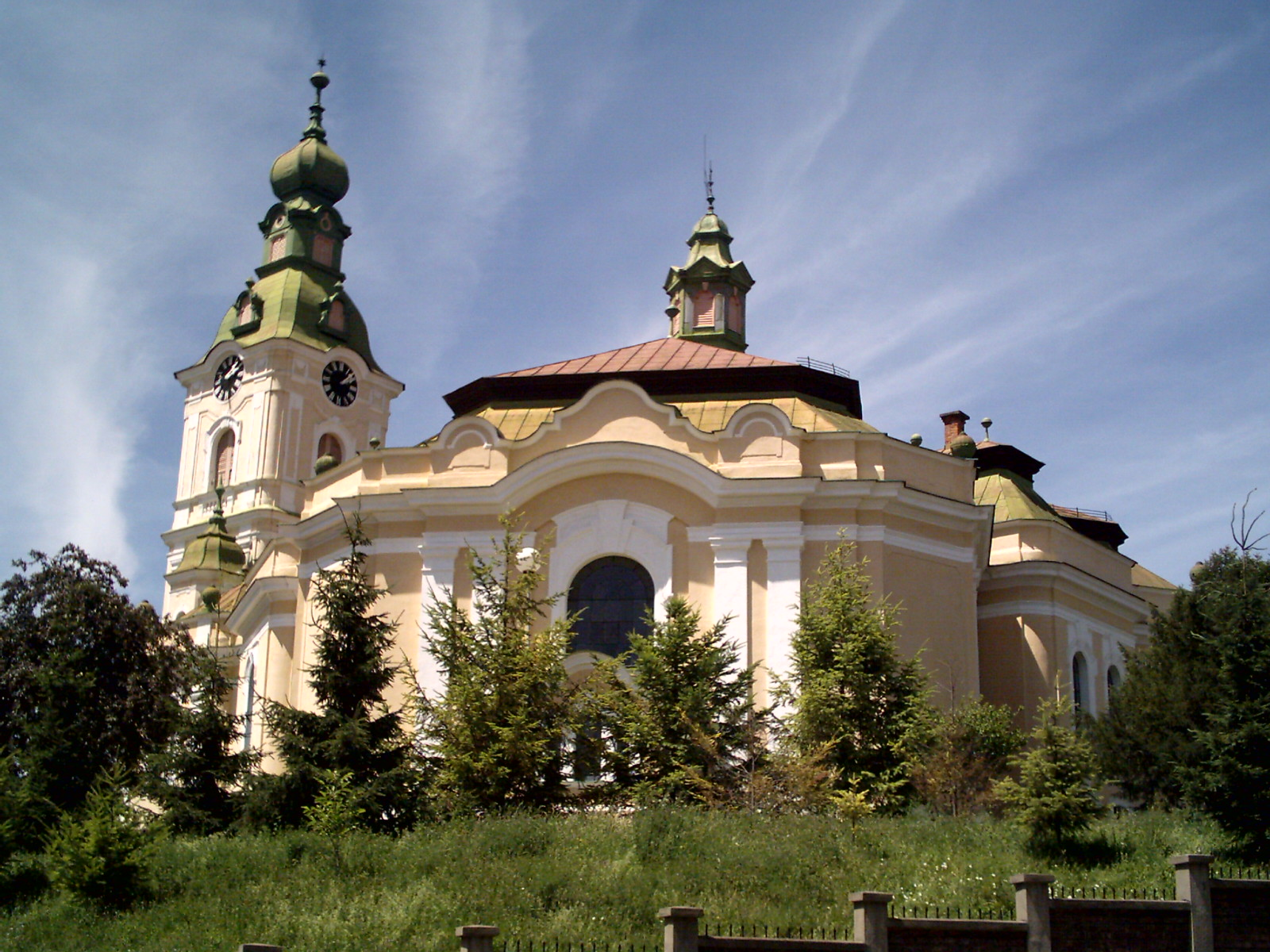
Zalău
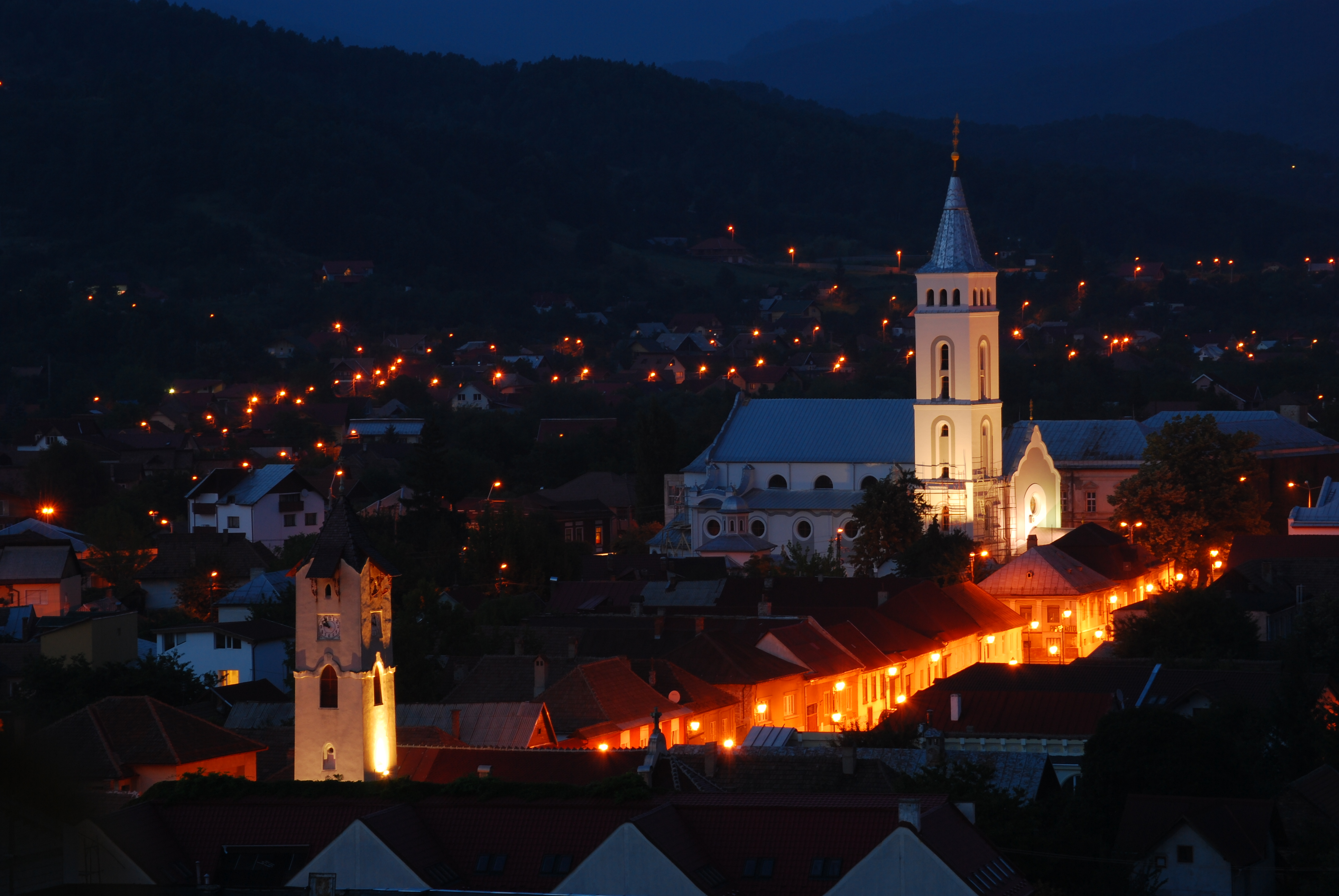
Baia Mare
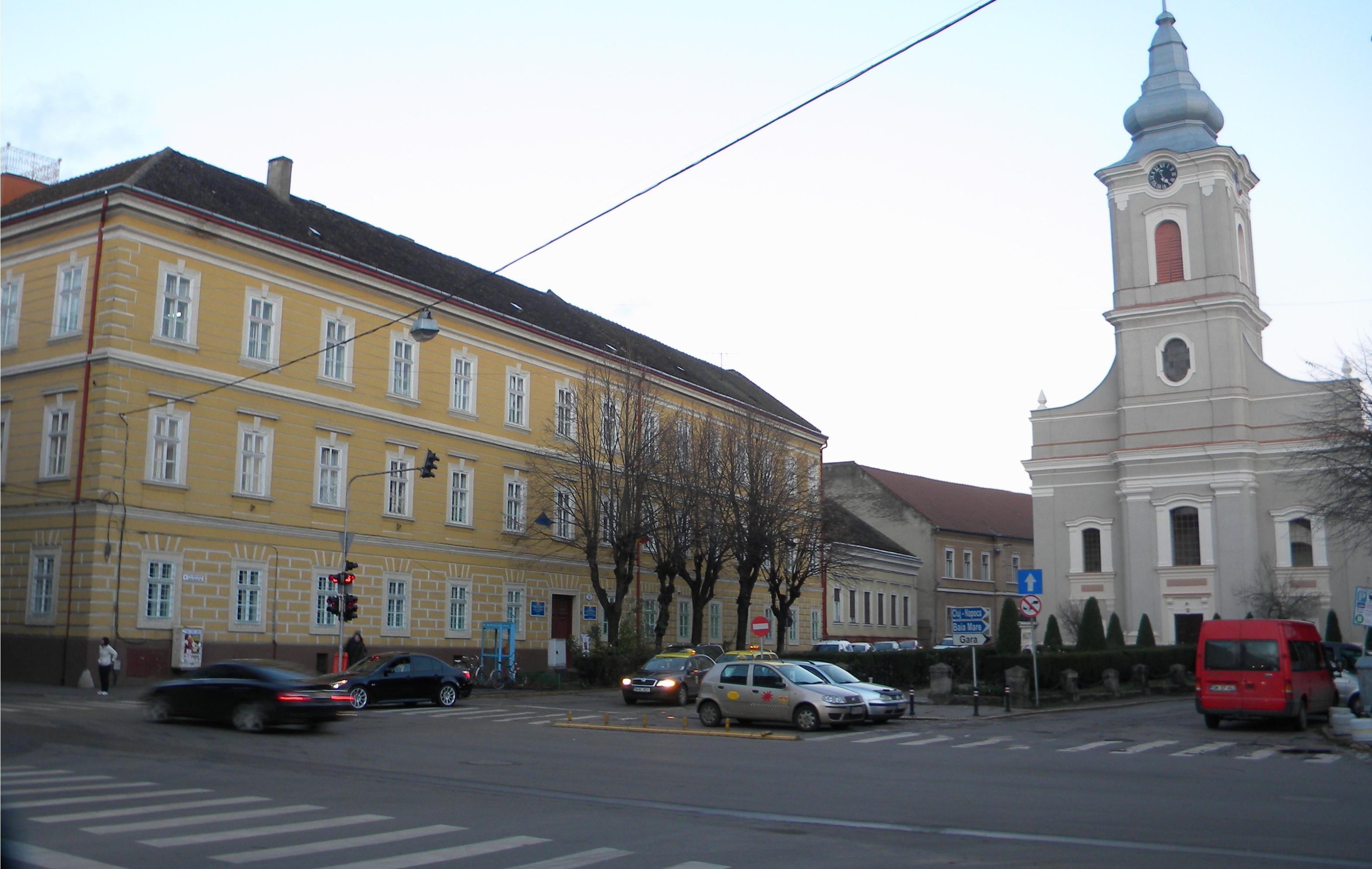
Satu Mare
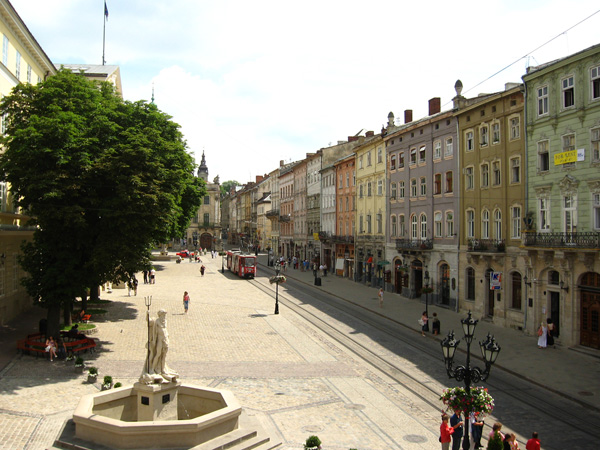
Lviv
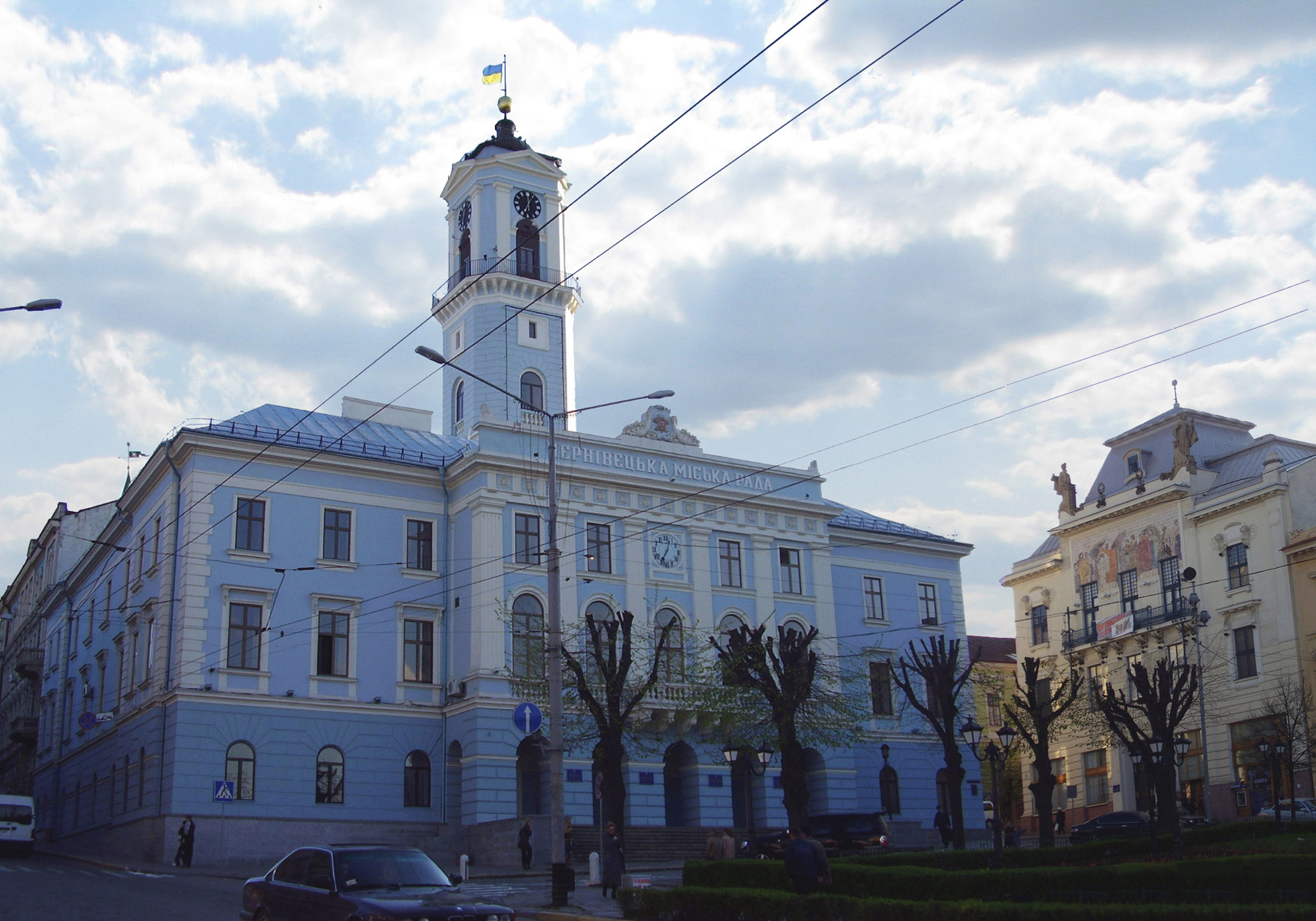
Chernivtsi
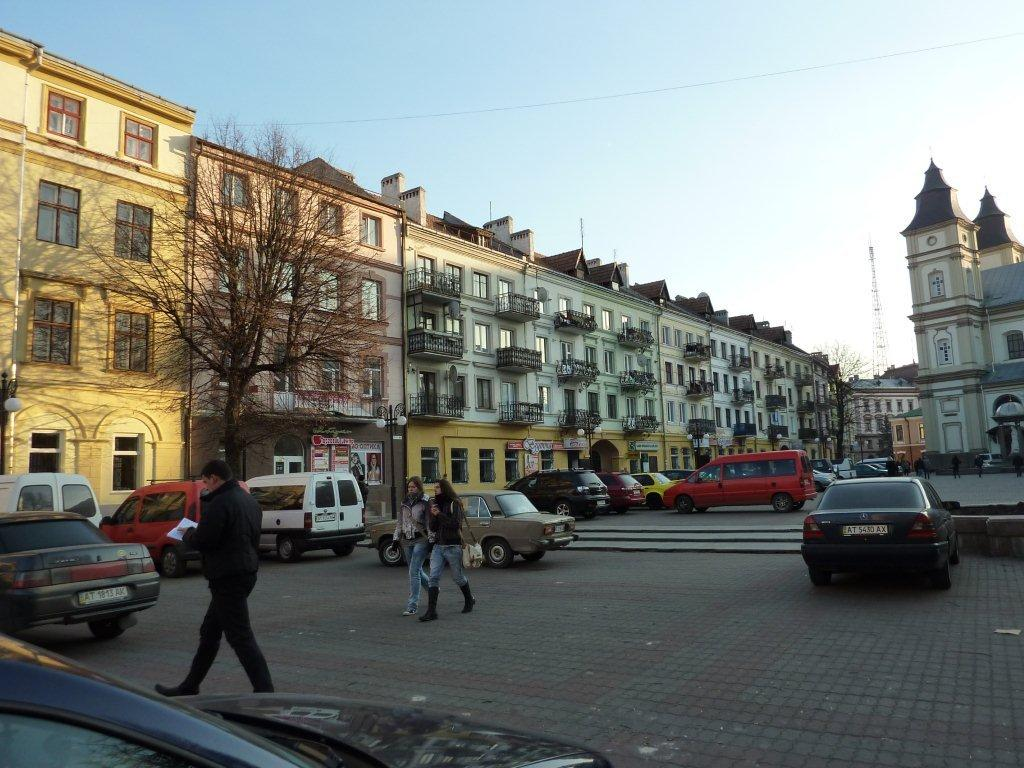
Ivano-Frankivsk
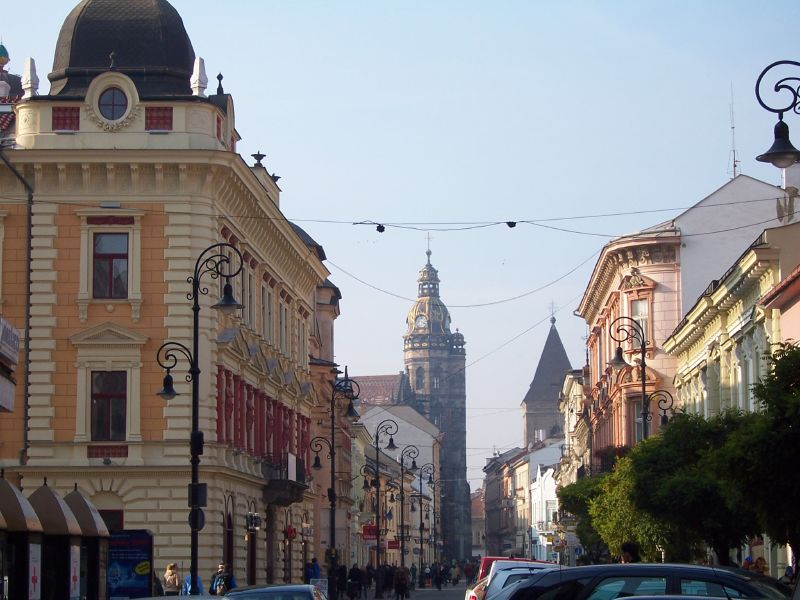
Košice
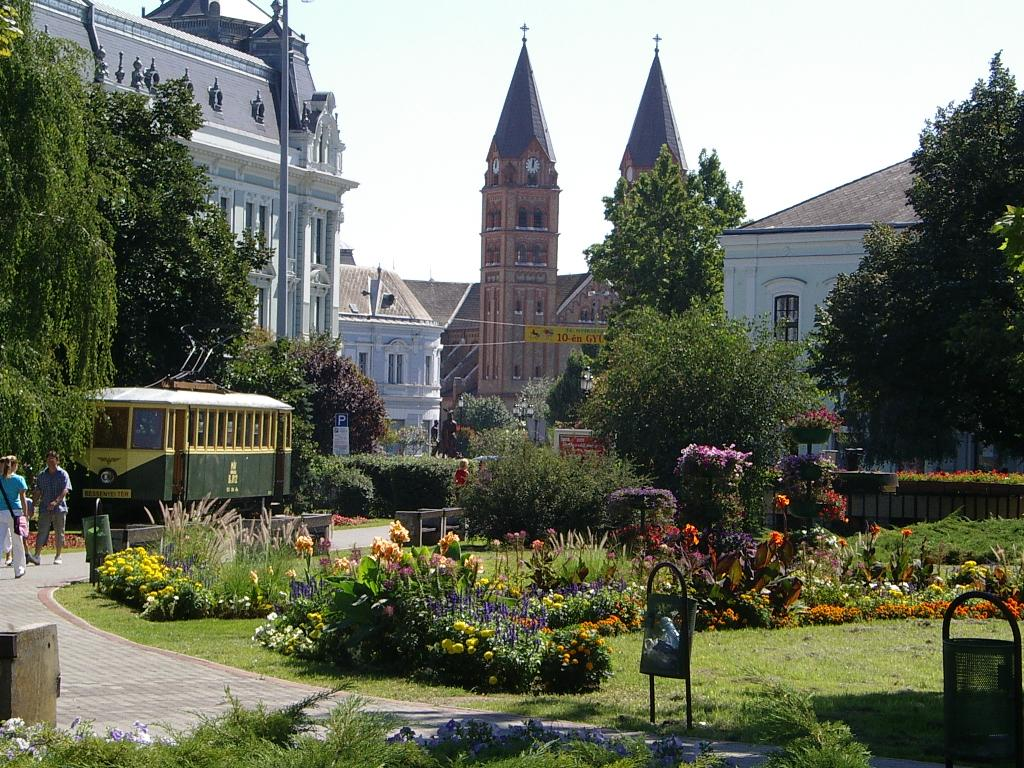
Nyíregyháza
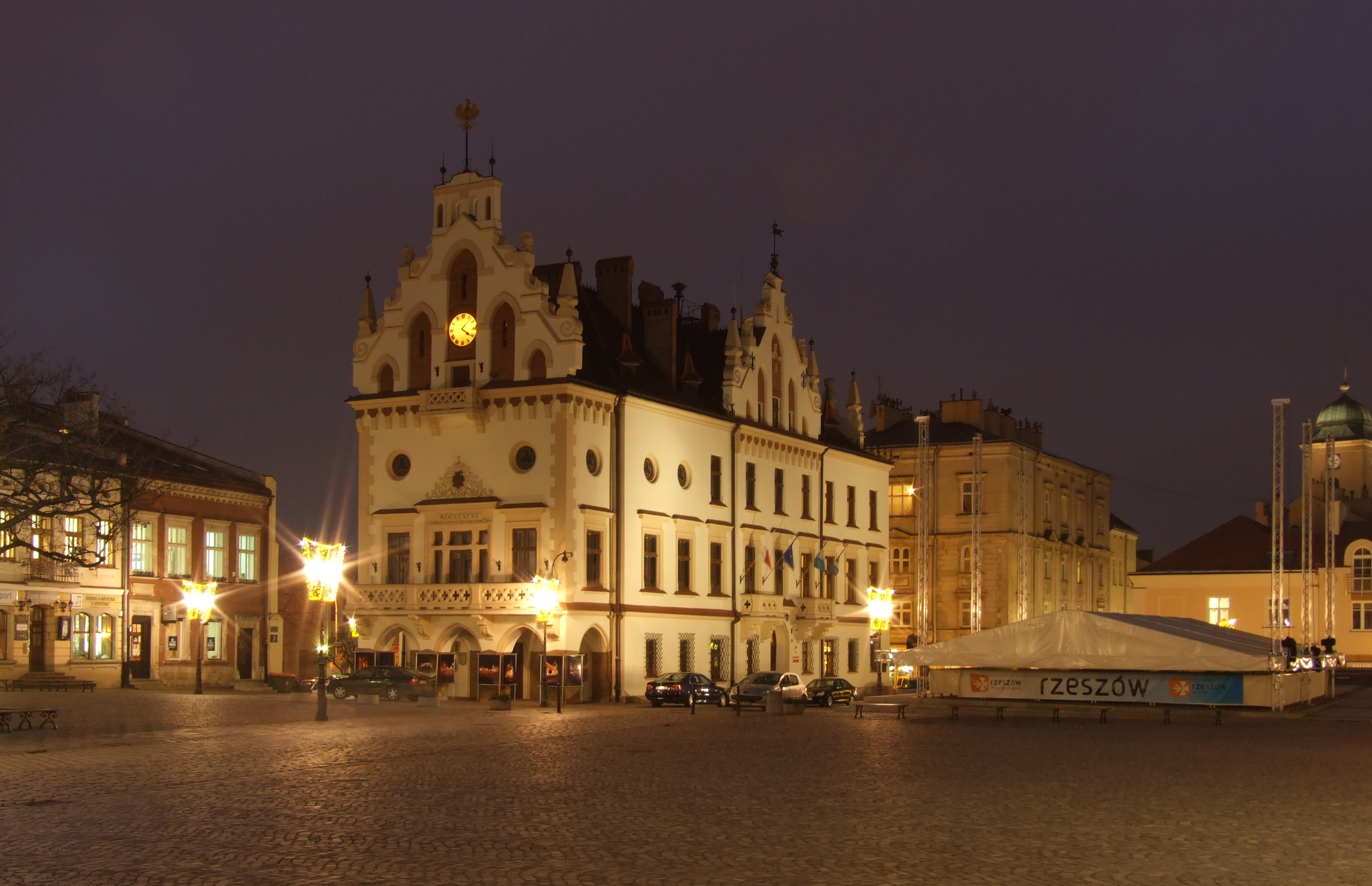
Rzeszów